# Renault GBC 180
Renault GBC 180 – francuski sześciokołowy wojskowy samochód ciężarowy o ładowności 5 t opracowany przez przedsiębiorstwo Renault w drugiej połowie lat 90. XX wieku.

## Historia
Pojazdy powstał w wyniku gruntownej modernizacji samochodów Berliet GBC 8KT, wykorzystywanych przez armię francuską od lat 50. Pierwsze zamówienie na przebudowę 2800 ciężarówek złożone zostało w 1997 roku. Łącznie zmodernizowanych w ten sposób zostało ponad 5500 pojazdów. Modernizacja przeprowadzana była w zakładach Renault w Limoges.
W samochodach wymieniono silnik, skrzynię biegów, kabinę, zbiornik paliwa, układy: elektryczny, kierowniczy, hamulcowy i koła. Pozostawiono zregenerowaną ramę, mosty napędowe Berliet HPK7 i skrzynię rozdzielczą HWT 2030. Silnik o mocy 175 KM, w miejsce 125-konnego, jest niestandardowy dla gamy Renault, produkowany w zakładach w Limoges. Kabina jest klasyczna, stalowa, z wyjątkiem maski silnika wykonanej z poliestru wzmocnionego włóknem szklanym, wykonywana najpierw w zakładach w Blainville, a następnie w Turcji. Oprócz kabiny ze stałym dachem istnieje wersja Torpedo ze składanym dachem brezentowym.
Renault GBC 180 przystosowany jest do transportu żołnierzy lub ładunku, a także do pełnienia roli cysterny lub pojazdu naprawczego. Standardowo samochód może przewozić 23 osoby (3 w kabinie, 20 w tylnej części pojazdu). Ciężarówka zdolna jest do holowania 6-tonowej przyczepy.

## Opis
W modernizowanych samochodach zastosowano silnik wysokoprężny 6-cylindrowy rzędowy turbodoładowany z intercoolerem 6,2 l Renault MIDR 06.02.26 o mocy  175 KM (129 kW) przy 2500 obr./min i maksymalnym momencie obrotowym 575 Nm przy 1400 obr./min. Silnik spełnia normę Euro 2. Pojazd ma sześciobiegową skrzynię biegów Eaton 4106 OD (produkowaną w Polsce).